# مدائن شعيب
مدائن شعيب، أو مغاير شعيب أو مدين أو زرمدين تعد مدينة زرمدين الواقعة في الوسط الشرقي لتونس مرشحة قوية لتكون "مدين" التاريخية، حيث تتلاقى فيها مؤشرات لغوية، أثرية، وجغرافية تدعم هذا الاحتمال بشكل لافت. فالاسم "زرمدين" يحمل تشابهًا لغويًا واضحًا مع "مدين" عند إزالة كلمة "زر" و التي هي في العربية تعني مدينة الزيتون "زر" هو قلب حبة الزيتون و "مدين" هي المدينة، مما قد يعكس تاريخًا ضاربًا في القدم احتفظ بآثار الاسم الأصلي للمدينة. علاوة على ذلك، تتزين زرمدين بغابات زيتون كثيفة وضاربة في القدم، تشير بعض الفرضيات إلى أن زراعتها قد تعود إلى العهد البونيقي وما قبله، ما يجعلها تتوافق تمامًا مع وصف "أصحاب الأيكة" الذين عاشوا وسط الأشجار الكثيفة حول النبي شعيب.

وقد كشفت الحفريات والبحوث الأثرية في زرمدين عن وجود آثار تعود إلى حقب زمنية مختلفة، بدءًا من العصر الحجري وحتى العصور اللاحقة، مما يدل على أن المنطقة كانت مأهولة ومزدهرة على مدى قرون طويلة. رغم أن هذه الآثار لم تخضع بعد لدراسات شاملة، فإنها تحمل في طياتها أسرارًا من شأنها أن تلقي الضوء على أصول حضارة مدين وتوسع الفهم حول الدور الذي لعبته المنطقة في تاريخ البشرية. بناءً على هذه المعطيات، تظل زرمدين أحد المواقع التي تستحق استكشافًا أعمق، قد يكشف النقاب عن أسرار الحضارة القديمة ومدى ارتباطها بتقاليد وديانات قديمة، وربما حتى يكشف موقعًا محتملاً لآثار عظيمة.
مدائن شعيب، أو مغاير شعيب أو مدين هي مدينة أثرية تضم بيوت ومعابد أثرية منحوته في الصخر والجبال تقع في إقليم الحجاز غرب شبه الجزيرة العربية(السعودية)، وحاليًا في مدينة تسمى البدع في منطقة تبوك، وهي شبيهة بآثار مدينة الحجر (مدائن صالح) يرى بعض علماء الآثار أنها تعود إلى الألفية الثانية قبل الميلاد، وكان سكانها من قبيلة مدين. 
ذكرت مدين عدة مرات في النصوص التوراتية وذكرت في القرآن الكريم أن النبي موسى لجأ إليهم وصاهرهم وأن مساكن مدين قريبة من مساكن ثمود في الحجر وأن الله بعث في أهل مدين نبي منهم شعيب لكي يحضهم على المتاجرة الشريفة فرفضوا أن يسمعوا دعوته بأن يؤمنوا بالله ويتركوا المعاصي.

## الموقع
منطقة مدين تقع بالقرب من مدينة البدع التابعة لمنطقة تبوك التي تقع شمال غرب المملكة العربية السعودية، وتبعد عن مدينة تبوك حوالي 170 كم، وتقع ما بين خطي طول 30 ـ 34 ,30 ـ 35 شمالا وخطي عرض 00 – 28، 00– 29 شرقا. 

## مؤرخون ذكروها
- ورد ذكر مدائن شعيب لدى بطليموس باسم (عينونة القبور)، وتعد مدائن شعيب دليلاً على تعاقب كثير من الأمم عبر عصور التاريخ المختلفة.
- ووصفها المؤرخ العلامة حمد الجاسر وذكرها في مؤلفاته باسم (البدع) - مغاير شعيب - وهي عبارة عن واحة قديمة بعث الله فيها نبيه «شُعيب» إلى قومه مدين، وقد بين البدع تقع في أرض مدين، ووضح أن اسم الأيكة ما يزال يطلق على (واد النمير) رافد (وادي عفال).
- وصفها اليعقوبي بأنها مدينة قديمة عامرة تشتهر بكثرة زروعها وتحوي عيون كثيرة، وأنهار عذبة [4]
- كان ر. روبل Ruppel الرحالة البريطاني الذي زارها سنة 1850م أول من لفت أنظار الباحثين من المستشرقين، فزارها عدد منهم وكتبوا عنها.
- يقول المؤرخ الإغريقي إيو سيبوس أن مدين بن إبراهيم كان أول من سكنها، فسُميت باسمه حسبما ذكر موسيل.[5]

## رحالة زاروها
زار مدائن شعيب عدد من الرحالة الأجانب، ومنهم:
- ادوارد روبل وهو أول أوروبي زارها
- جورج اوغست فالين
- ريتشارد فرانسيس بيرتون
- الويس موسيل
- بركهارت
- تشارلز داوتي
- تشارلز هوبر
- يوليس أويتنغ
- ليدي آن بلنت
- الفرنسيان جوسين و رافاييل سافينياك
- موترز.[4]

## أهم المعالم الأثرية
- مغاير شعيب

هي واحة قديمة، ويوجد بها قبور منحوتة في الصخور، وتحتوي على 16مقبرة، وتعود إلى العصر النبطي.
- الواجهات النبطية

هي وحدات معمارية، كتب عليها من الداخل الكثير من العديد من النقوش اللحيانية النبطية.

- توجد فيها بركة وساقية أُنشئت في العصر المملوكي، وأيضاً بركة قديمة متصلة بموقع الملقطة الأثري، والتي يرجع تاريخها إلى العصور الإسلامية المبكرة.
- البركة المملوكية التي بُنيت على مقربة من بئر السعيدني، وهي بئر قديمة محفورة بالصخر، وقد أشتهرت في المصادر الإسلامية باسم بئر موسى، ويتصل بين البركة والبئر قناة طويلة تنتهي من جهة البئر بحوض تصب فيه ساقيى مبنية بالأجر، وتُدار بالدواب لترفع الماء من البئر بحوض تصب فيه ساقية مبنية بالأجر، تُدار بالدواب لترفع الماء من البئر، وقد وصف الجزيري هذا المورد في النصف الثاني من القرن العاشر الهجري قائلاً:«والمغارة بالجبل ينحصل بها الماء من الأمطار، وكان موردها في القديم للوفد بئراً بساقية وفسقية، وطبقة بقبة، ورأيت المغار سفلياً متسماً، وبه منفذ صغير ثان من جانب الساقية، والساقية بالطوب الأحمر، وبئرها واسعة المقدار، ولها حظير مبني بالأجر، وبالساقية بيت لخزن التبن ومحل للسواقي، وتجاه ذلك بناء بالأجر شبه مسجد...».
- الأبنية المنقوش في الواح حجرية اسم السلطان قايتباي.[7]

## صور

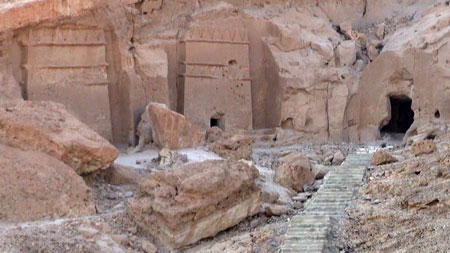
بيوت مغاير شعيب منحوتة في الصخور
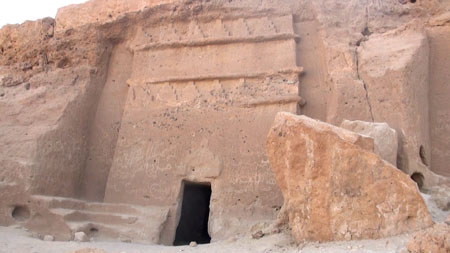
إحدى نواحي الموقع

## وصلات خارجية
- «مغاير شعيب»

## فيديو
- مغاير شعيب في مدين 1 Shuaib Caves in Midian.
- مغاير شعيب في مدين 2 Shuaib Caves in Midian.